# Internationale luchthaven van Oezjhorod
De Internationale luchthaven van Oezjhorod (Oekraïens: Міжнародний аеропорт «Ужгород») is gelegen in de stad Oezjhorod in Oekraïne, op circa 90 meter van de staatsgrens met Slowakije en 27 km van de staatsgrens met Hongarije.
Er is sprake van een reguliere vliegverbinding tussen de luchthavens van Lviv en Kiev.
Eigenaar van het vliegveld is de Oblast Transkarpatië, de meest zuidwestelijk gelegen regio van Oekraïne.